# Ljubitsa (vattendrag i Vitryssland)
Ljubitsa (ryska: Любица) är ett vattendrag i Belarus.   Det ligger i voblasten Homels voblast, i den centrala delen av landet, 180 km sydost om huvudstaden Minsk.
I omgivningarna runt Ljubitsa växer i huvudsak blandskog. Runt Ljubitsa är det ganska tätbefolkat, med 54 invånare per kvadratkilometer.